# Kacang Pedang Kejaksaan
Kacang Pedang Kejaksaan is een bestuurslaag in het regentschap Pangkal Pinang van de provincie Bangka-Belitung, Indonesië. Kacang Pedang Kejaksaan telt 6575 inwoners (volkstelling 2010).